# Сергий (епископ Нарбона)
Сергий (лат. Sergius; умер не ранее 610) — епископ Нарбона с 610 года.

## Биография
Основной средневековый исторический источник, повествующий о Сергии — послания герцога Септимании Булгара, сохранившиеся в составе сборника «Вестготские письма».
О происхождении и ранних годах жизни Сергия ничего не известно. Первые сведения о нём относятся ко времени вестготского короля Виттериха, правившего в 603—610 годах. Тогда Сергий уже занимал епископский престол одной из епархий Вестготского королевства. Местонахождение этой епархии в источниках не упоминается.
Сергий принадлежал к тем иерархам, которые были оппозиционно настроены к королю Виттериху. Духовным лидером этой части вестготских прелатов был Исидор Севильский. Возможной причиной разногласий между королём и духовенством могла быть доброжелательность Виттериха к арианам.

Вестготское королевство в 586—711 годах

По свидетельству Булгара, он подвергся преследованию со стороны правителя вестготов, был арестован и заключён под стражу. Предполагается, что местом его заключения мог быть город Толедо. Здесь в течение семи лет Булгара много раз лишали пищи и воды, а также неоднократно пытали. В то время только два человека проявляли к нему сочувствие и сострадание — епископы Агапий (возможно, тождественен одноимённому епископу Кордовы) и Сергий. В своих письмах Булгар горячо благодарил Агапия и Сергия, которые, несмотря на запреты и угрозы короля Виттериха, посещали заключённого в тюрьме, врачевали его раны и снабжали всем необходимым.
В начале 610 года стараниями ещё одного своего друга, епископа Эгары Илергия, Булгар был освобождён из заключения. Это позволило Булгару принять активное участие в организованном 6 апреля или 1 мая 610 года заговоре против Виттериха, завершившемся убийством вестготского монарха. Новым правителем Вестготского королевства стал Гундемар, щедро наградивший своих сторонников: Булгар был назначен герцогом Септимании, а Сергий стал главой Нарбонской митрополии.
Точно не установлено, кто был непосредственным предшественником Сергия на епископском престоле. Предыдущим главой Нарбонской митрополии, известным из исторических источников, был Мигетий, последнее упоминание о котором датируется 597 годом. Также не известно и о том, как долго Сергий управлял епархией. Кроме «Вестготских писем», о нём сообщается только в ещё одном документе — дарственной хартии, данной в 610 году королём Гундемаром Толедской архиепархии. Следующим нарбонским епископом был Селва, первое упоминание о котором относится к 633 году.